# Ferran Perelló Santandreu
Ferran Perelló Santandreu (Palma, 1932) és un economista i diplomàtic mallorquí. Diplomat en ciències econòmiques per la Universitat de París (1955). Ha presidit el Foment de Turisme de Mallorca des del 1985 fins al 1993, època de la qual se sent especialment satisfet per haver dirigit una organització despolititzada que aconseguí l'aprovació de la nova terminal de l'aeroport. Ha estat promotor i president de la Federació Espanyola d'Associacions d'Agències de Viatges (1978-1983) i de l'Associació de Viatges de Balears (1978-85).
Fou fundador i president del Cercle Financer de les Balears de la Caixa des dels inicis el 1991. Des d'aquesta tribuna han parlat tots els ministres d'Economia i Hisenda a més d'alguns ministres d'altres països europeus. Ha estat cònsol del Gran Ducat de Luxemburg durant gairebé 30 anys. El 2007 va rebre el Premi Ramon Llull.